# Teorema de Furry

Un esquema de triangle, si tots els fotons són reals, aquest diagrama és prohibit pel teorema de Furry.

En electrodinàmica quàntica (QED), el teorema de Furry afirma que si un diagrama de Feynman conté un bucle tancat de línies fermiòniques connectades a un nombre senar de vèrtexs, la seva contribució és nul·la. Un corol·lari del teorema és que cap fotó pot ser emès o destruït a partir del buit quàntic.
El teorema fou derivat per Wendell H. Furry el 1937, com a conseqüència directa d'imposar la conservació de l'energia i la conservació de conjugació de càrrega (simetria C) en processos de la QED.
Tot i que el teorema s'ha formulat per a la QED, una versió d'aquest s'aplica de manera més general. Per exemple, mentre que la teoria electrofeble no és invariant de la conjugació de càrrega, els diagrames de bucles de fermions amb un nombre senar de fotons units també s'anul·len, ja que són equivalents a un diagrama de la QED. De la mateixa manera, qualsevol diagrama que inclogui bucles com a subdiagrames també s'anul·la. Tanmateix, no és cert afirmar que tots els diagrames amb nombre senar de fotons hagin de ser impossibles. Per exemple, relaxant el requisit d'invariància de conjugació de càrrega i de paritat de l'electrodinàmica quàntica, com passa quan s'inclouen interaccions febles, permet un terme de vèrtex de tres fotons. Tot i que aquest terme dona lloc a interaccions γ → γ γ, només es produeixen si dos dels fotons són virtuals. La recerca d'aquestes interaccions s'ha de fer indirectament, com per exemple mitjançant experiments de radiació de frenada en col·lisions electró-positró.
El teorema de Furry es basa en la invariància del buit sota conjugació de càrrega i la simetria del vèrtex fotó-fermió sota aquesta. És per això que el teorema no és vàlid per a teories de gauge no-Abelianes on contribucions amb simetria C senar també són possibles. Per exemple, a diferència de la gràfica en triangle amb tres fotons mostrada a la dreta de la pàgina, la difusió de tres gluons reals no és prohibida en cromodinàmica quàntica, on la teoria en canvi prediu que aquest procés es proporcional a la constant d'estructura de l'àlgebra de Lie associada.